# Monument aux morts pacifiste

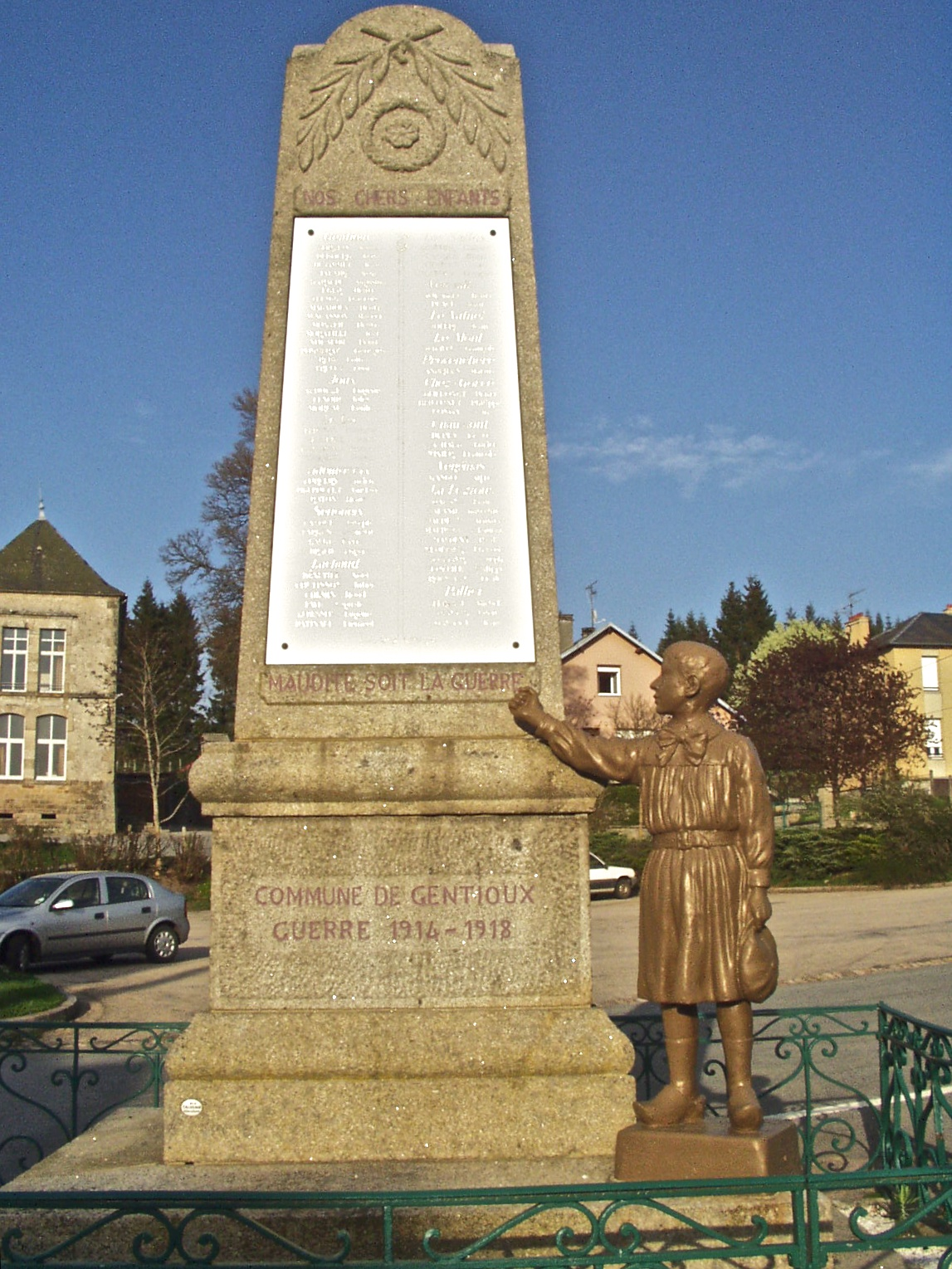
Le monument aux morts de Gentioux : Maudite soit la guerre.

Un monument aux morts pacifiste est un monument aux morts qui exprime clairement une opinion opposée à la guerre. Un tel monument contraste avec ceux qui sont centrés sur la glorification des héros morts pour leur patrie. Ils apparaissent essentiellement à l'issue de la Première Guerre mondiale qui se déroula de 1914 à 1918.
Cette guerre a mis en jeu plus de soldats, provoqué plus de morts et causé plus de destructions matérielles que toute guerre antérieure. Plus de 60 millions de soldats y ont pris part,. Pendant cette guerre, environ 9 millions de personnes sont mortes et environ 8 millions sont devenues invalides,.

## Définitions d'un monument aux morts pacifiste
Concernant l'historiographie de la Grande Guerre, le journaliste Jean Birnbaum indique qu'il existe deux points de vue différents avec une même interrogation :
« dans la boue, sous les obus, comment diable les soldats ont-ils tenu ? ».
Selon les historiens proches de l'Historial de la Grande Guerre, « le sacrifice avait valeur d'évidence » pour la majorité des soldats, les poilus étaient globalement consentants, c'est le concept du consentement patriotique. « Trèves et mutineries ont été marginales. Tout le mystère est là : massivement, la chair à canon a accepté d'être de la chair à canon »  indique l'historienne Annette Becker.
Selon Annette Becker les monuments pacifistes sont rares, elle en estime le nombre à cinq ou six et en cite trois : le monument aux morts de Gentioux, dans la Creuse, celui d'Équeurdreville dans la Manche et le monument aux morts de Saint-Martin-d'Estréaux dans la Loire. Annette Becker indique : 
« La mémoire du conflit telle qu’elle s’incarne dans les monuments aux morts est symptomatique du prolongement de la culture de guerre dans l’après-guerre – patriotisme et esprit de sacrifice y sont toujours aussi présents – et de la nouveauté due au deuil immense : le pacifisme. »
Un groupe d'historiens attaché notamment à nuancer la thèse du consentement patriotique a vu le jour en 2005 sous le nom de CRID 14-18. Il est présidé par Frédéric Rousseau et compte notamment comme membres Rémy Cazals, Nicolas Offenstadt, Denis Rolland, et Nicolas Mariot.
Pierre Roy, membre de la commission de la Fédération nationale de la libre pensée et coauteur de Autour des monuments aux morts pacifistes en France considère  que les monuments peuvent se classer en 5 catégories « les triomphalistes, les doloristes (femmes ou enfants en pleurs), les explicatifs, les pacifistes, les problématiques. Par « problématique », il faut entendre qu'il renvoie un message de paix, un poème par exemple, mais en même temps on voit un poilu le fusil à la main ».
Parmi les monuments aux morts de la guerre de 1870, on compte déjà quelques mémoriaux pacifistes, comme celui du cimetière du Père-Lachaise (Paris), réalisé par l'ancien combattant Albert Bartholomé ; il est inauguré en 1899 devant quelque 90 000 personnes.

## Présentation de monuments aux morts pacifistes

### Allemagne
À la suite de la Seconde Guerre mondiale, vu le débat politique et le pacifisme d'après-guerre, la plupart des monuments ont été dédiés à toutes les victimes de la guerre et non seulement aux soldats.
- Un monument de Dortmund, le Mahnmal Bittermark (de), a été inauguré en 1960. Il est considéré comme un lieu de mémoire central pour les Français morts en déportation ou aux travaux forcés. Un artiste français, Léon Zack, a conçu la présentation de la crypte.

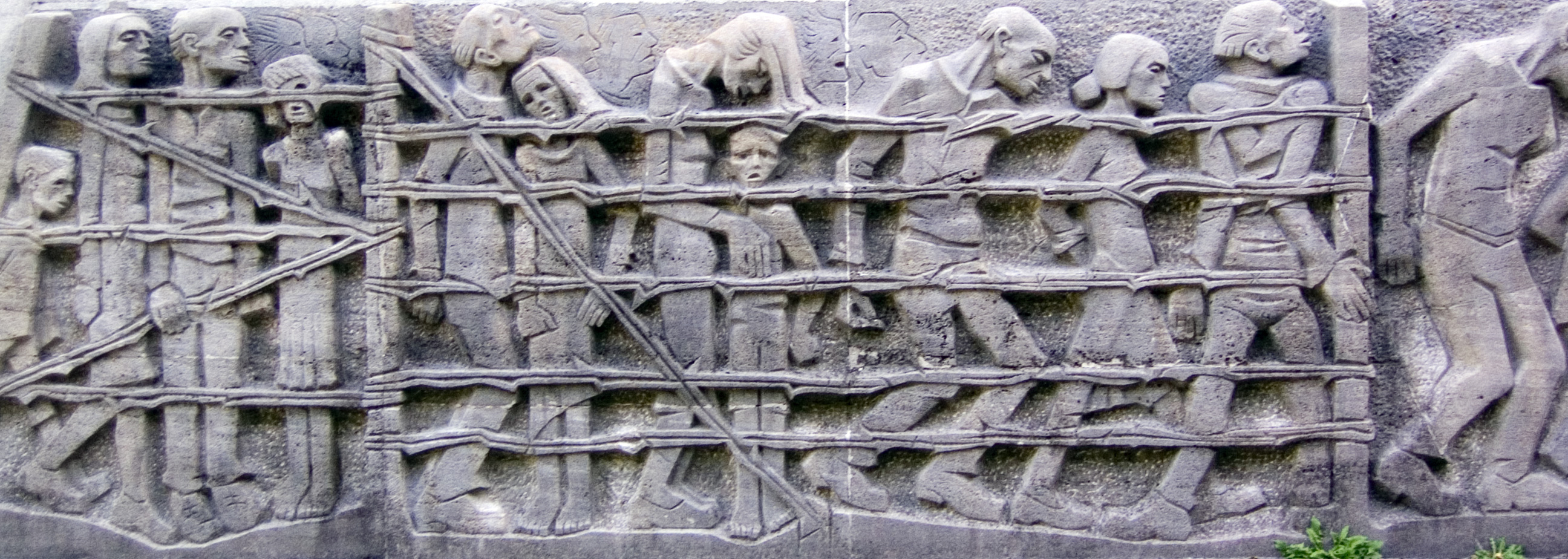
Détail du monument anti-guerre Mahnmal Bittermark, à Dortmund

- Dans le village de Strümpfelbach (ville de Weinstadt, près de Stuttgart), le monument dressé après la Première Guerre mondiale comportait l'inscription « Nie wieder Krieg ! » (« Plus jamais la guerre ! »). À l'époque national-socialiste, elle fut effacée. Après la Seconde Guerre mondiale, les autorités firent graver à nouveau le même texte.

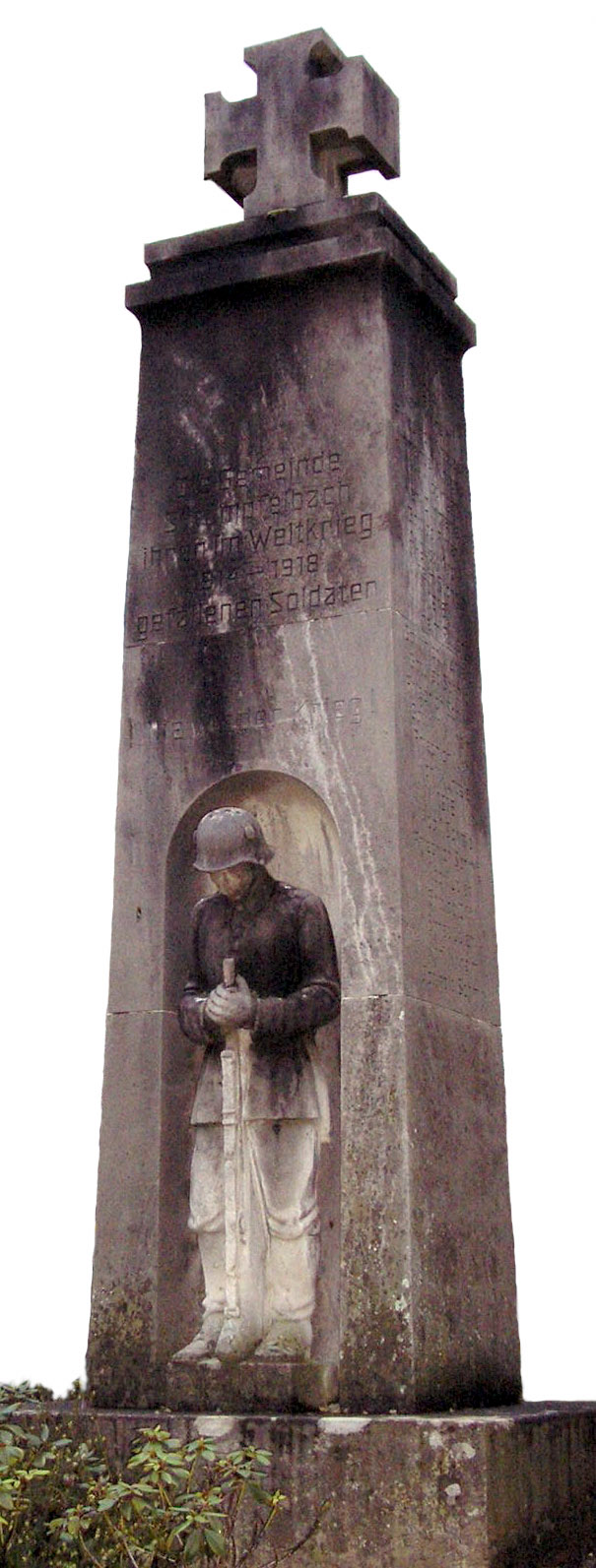
Monument aux morts de Strümpfelbach.
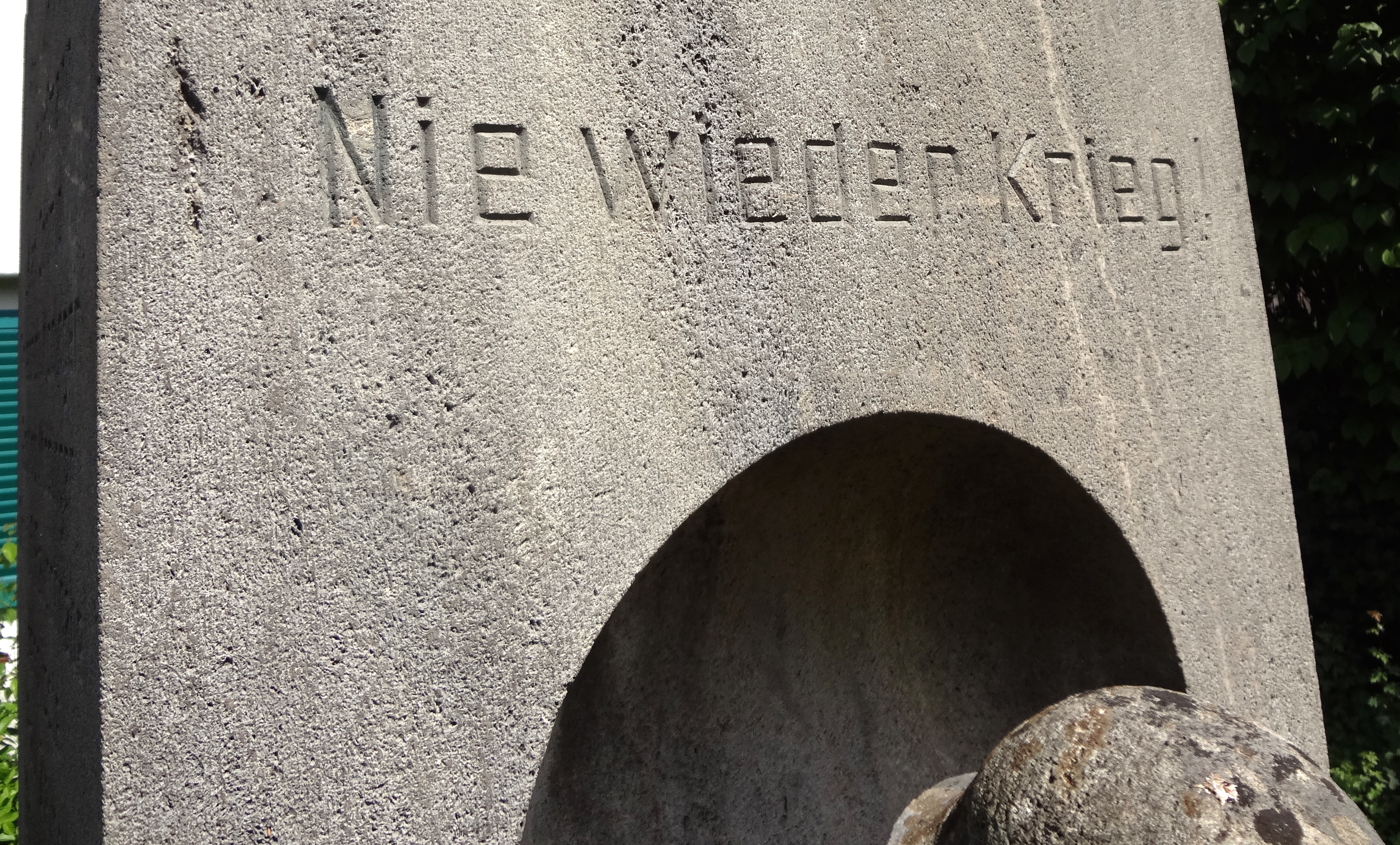
Monument aux morts de Strümpfelbach (détail).

### Belgique
- En Belgique, la Tour de l'Yser (en néerlandais IJzertoren) est un monument de la paix situé à Dixmude (Province de Flandre-Occidentale), sur la commune fusionnée de Kaaskerke, près de l'Yser. Ce monument est devenu, au fil du temps, un monument célébrant le désir d'indépendance de la Flandre[10].

### Japon
- Au Japon, les villes martyres de Nagasaki et Hiroshima présentent de nombreux parcs et monuments pour la paix.

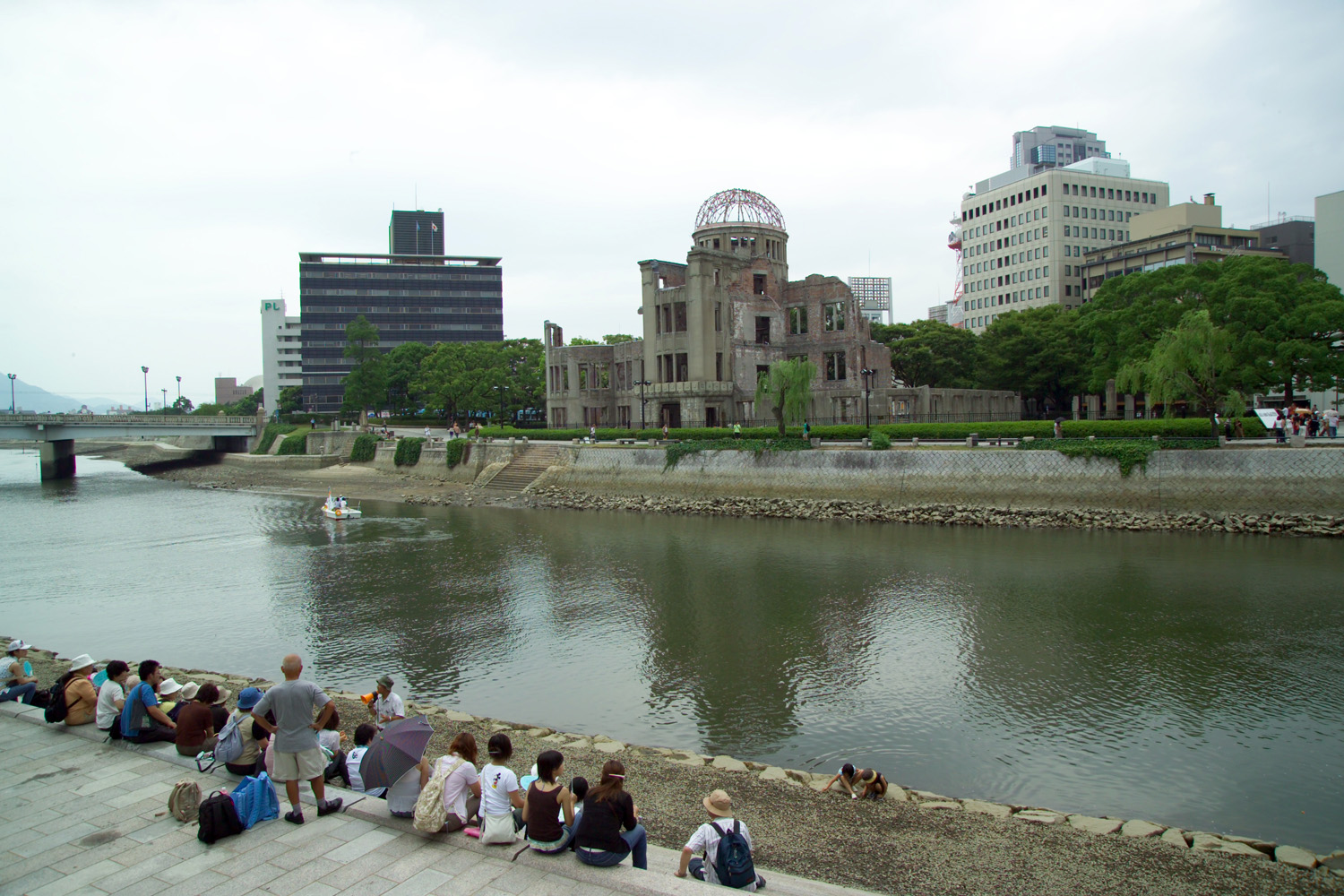
Hiroshima : le dôme de Genbaku, en 2005
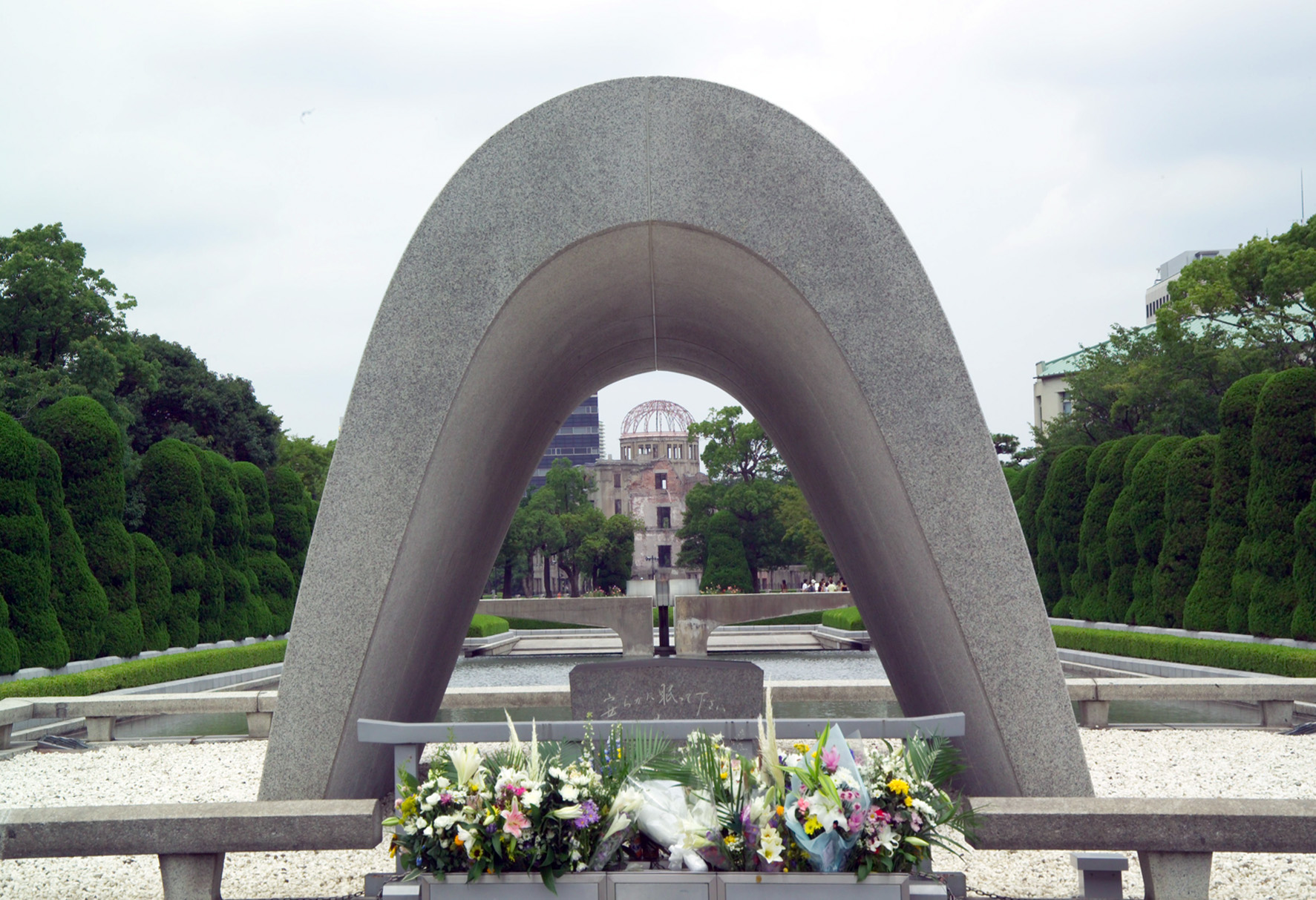
Hiroshima : cénotaphe
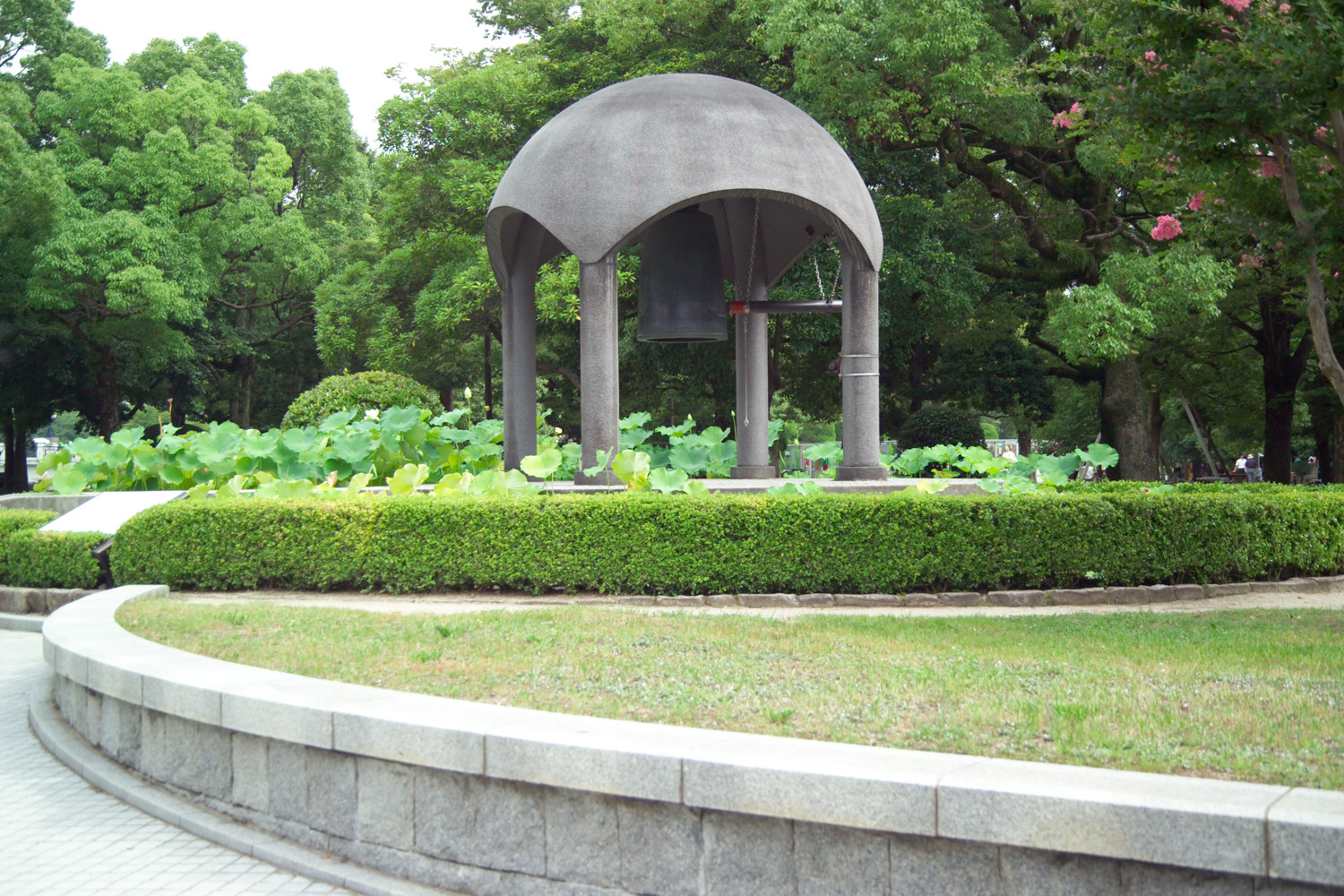
Hiroshima : cloche de la paix

### Autres pays
- À l'orée de l'an 2000, année internationale de la Culture et de la Paix, proclamée par l'UNESCO, certaines communes se sont dotées d'un Monument de la Paix.